# Mirafra passerina
A Mirafra passerina a verébalakúak (Passeriformes) rendjébe, ezen belül a pacsirtafélék (Alaudidae) családjába és a Mirafra nembe tartozó faj.

## Rendszerezése
A fajt Nils Carl Gustaf Fersen Gyldenstolpe svéd kutató, zoológus és ornitológus írta le 1926-ban.

## Előfordulása
Afrika déli részén, Angola, Botswana, a Dél-afrikai Köztársaság, Namíbia, Zambia és Zimbabwe területén honos. Természetes élőhelyei a szubtrópusi és trópusi száraz gyepek és szavannák. Állandó, nem vonuló faj.

## Megjelenése
Testhossza 14 centiméter, testtömege 21-28 gramm.

## Életmódja
Rovarokkal és magokkal táplálkozik. 

## Szaporodása
Fűből készített fészkét a talajon helyezi el, fűcsomók tövében. Októbertől márciusig költ. A fészekalj két-négy tojásból áll.

## Természetvédelmi helyzete
Az elterjedési területe nagy, egyedszáma pedig stabil. A Természetvédelmi Világszövetség Vörös listáján nem fenyegetett fajként szerepel.